# 李聯珪
李聯珪，中國清朝官員。 1891年（光緒17年），李聯珪接替包容，於福建台灣省擔任台灣府嘉義縣知縣，掌管福建台灣省境內曾文溪以北，北港溪以南一帶之政事。翌年，他因故遭革職查辦。
| 前任： 包容 | 嘉義縣知縣 1891年上任 | 繼任： 邵嘉縝 |